# Carlos Aragonés
Carlos Aragonés Espinoza (Santa Cruz de la Sierra, 16 febbraio 1956) è un allenatore di calcio ed ex calciatore boliviano, di ruolo centrocampista.

## Carriera

### Club
Iniziò a giocare nel 1976 con il Bolívar, partecipando alle vittorie nella Liga de Fútbol Profesional Boliviano nel 1976 e nel 1978, trasferendosi nel 1981 in Brasile, al Palmeiras, giocando dodici partite in Série A prima di trasferirsi al Coritiba nel 1984, totalizzando sei presenze senza reti. Tornò in patria nel 1985 con il Destroyers, ma un infortunio mise prematuramente fine alla sua carriera.

### Nazionale
Ha giocato 31 partite con la Bolivia tra il 1977 e il 1981, segnando 15 gol,, fra cui si ricordano due doppiette, contro l'Ungheria nello spareggio per l'ammissione al Campionato mondiale di calcio 1978 e contro il Brasile nella vittoria ottenuta nella Copa América 1979. È il terzo miglior marcatore della storia della sua nazionale.

### Allenatore
Fu assunto dalla Federazione calcistica della Bolivia come commissario tecnico della Nazionale nel 2000, ma si dimise dopo la Copa América 2001.

## Palmarès

### Club

#### Competizioni nazionali
- Campionato boliviano: 2

Bolívar: 1976, 1978

### Allenatore

#### Competizioni nazionali
- Campionato boliviano: 3

The Strongest: 1993
Blooming: 1998, 1999